# Sertularella sagamina
Sertularella sagamina är en nässeldjursart som beskrevs av Eberhard Stechow 1921. Sertularella sagamina ingår i släktet Sertularella och familjen Sertulariidae. Inga underarter finns listade i Catalogue of Life.